# Fossilisation

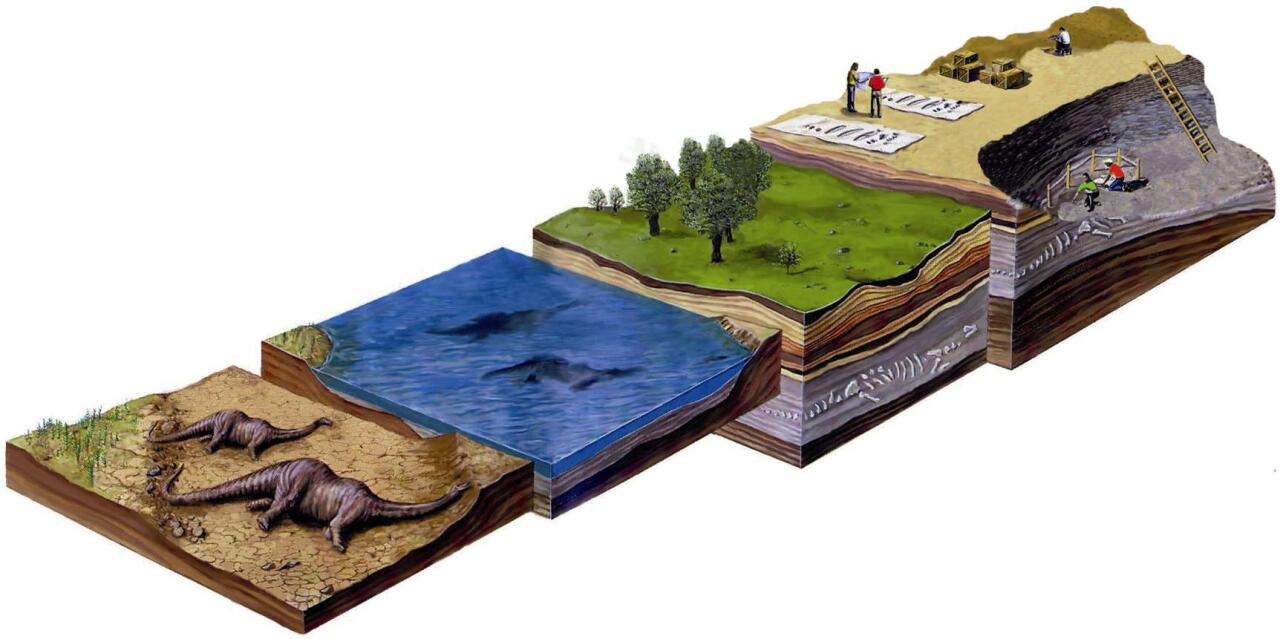
Schematische Darstellung des Schicksals zweier Dinosaurierkadaver (Sauropoden) mit Tod, Einbettung, Mineralisation (Fossildiagenese) und schließlich Ausgrabung der Fossilien

Als Fossilisation bezeichnet man die Entstehung von Fossilien. Es handelt sich um komplexe Vorgänge, die sich in geologischen Zeiträumen vollziehen. Die Fossilisationslehre oder Taphonomie (von griechisch taphos ‚Bestattung‘, ‚Grab‘) beschäftigt sich auch mit der Auswertung erhaltener Fossilien und greift auf die Erkenntnisse verschiedener anderer Disziplinen zurück. Dazu gehören Chemie und Biochemie, Geologie sowie Biophysik und Physiologie (bei Bewegungsspuren). Der Begriff „Taphonomie“ wurde 1940 von Iwan Antonowitsch Jefremow ausgearbeitet und dient mittlerweile auch in der Archäologie als Begriff für die unterschiedlichen Erhaltungsbedingungen unterschiedlicher Fundstücke und an unterschiedlichen Fundplätzen.

## Entstehung von Fossilien
Der Prozess der Fossilwerdung vollzieht sich in aufeinanderfolgenden Phasen, die nachfolgend genauer beschrieben werden:
- Tod
- Zersetzung: Verwesung (aerob), Fäulnis (anaerob), Mumifikation (abiotisch), Inkohlung (anaerob)
- Einbettung
- Entgasung
- Diagenese und Metamorphose

Je nach Gegebenheiten können diese Phasen wiederholt oder in einer anderen Reihenfolge stattfinden. So kann es sein, dass ein Organismus sofort nach seinem Tod nachhaltig eingebettet wird bzw. durch diesen Einbettungsvorgang überhaupt erst zu Tode kommt (z. B. Verschüttung durch einen Suspensionsstrom oder einen pyroklastischen Strom oder Versinken in Asphalt). Auch kann ein Kadaver lange nach der Einbettung wieder freigelegt werden und dann verwesen, um schließlich erneut eingebettet zu werden. Dies passiert oftmals bei Eisleichen, die nach Jahrtausenden der Einbettung von einem Gletscher freigegeben werden und von rezenten Mikroorganismen befallen und ggf. von Aasfressern gefleddert werden, bevor sie dann möglicherweise, in mehr oder weniger vollständigem Zustand, endgültig in Sediment eingebettet werden und im Laufe geologischer Zeiträume zu Gestein fossilieren.

### Tod

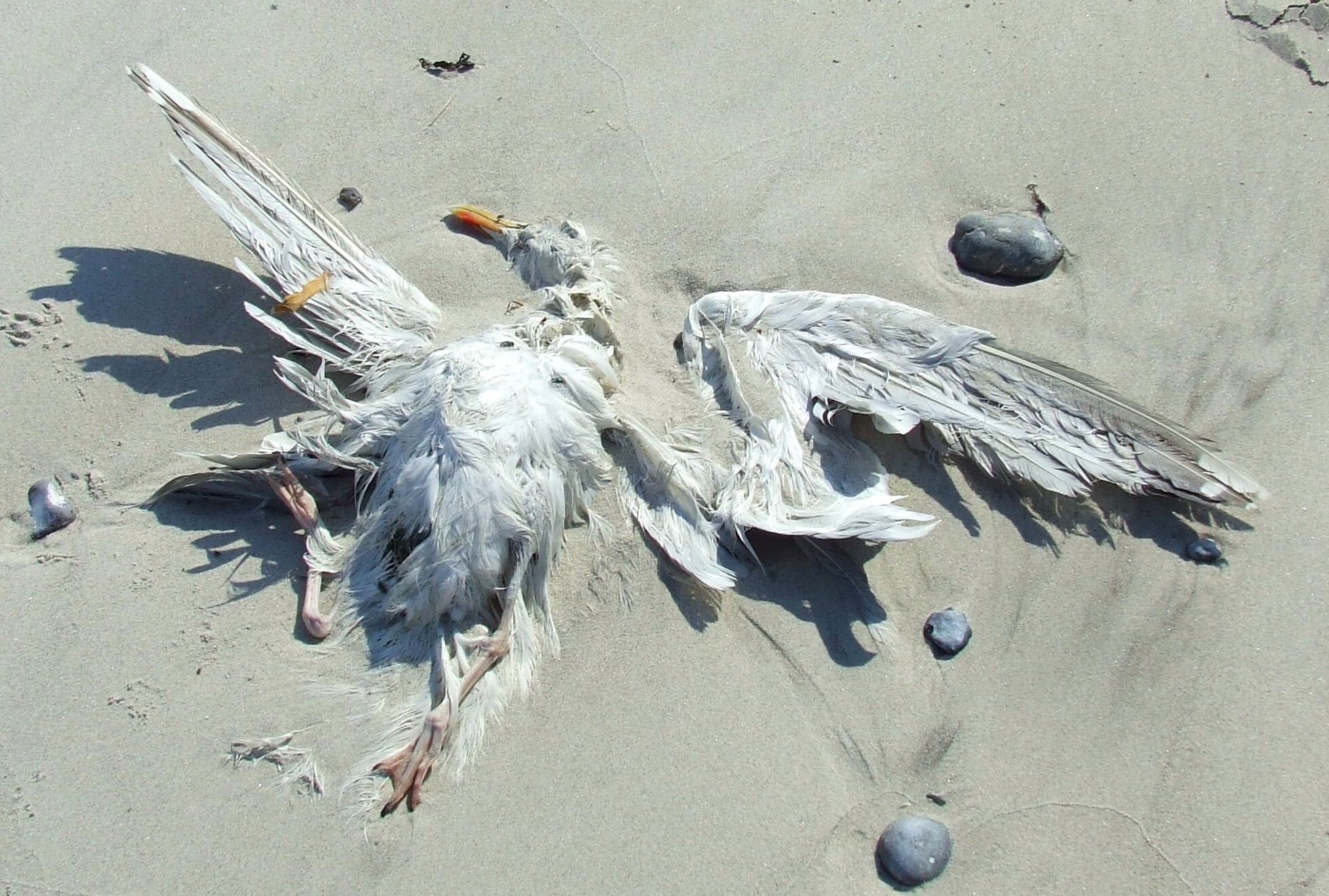
Kadaver einer Silbermöwe (Larus argentatus) am Strand der Insel Düne im Frühstadium der Einbettung. Das Potenzial seiner zukünftigen Erhaltung als Fossil ist allerdings auch bei einer Einbettung an Land sehr gering (vgl. Text), da er in dieser lebensfreundlichen Umgebung höchstwahrscheinlich selbst nach einer kompletten Verschüttung vollständig zerstört werden wird.

Die Fossilisation beginnt mit dem Tod des Organismus. Vorteilhaft ist, wenn der Tod nicht von Zeitgenossen bemerkt wird, die sich von Kadavern ernähren. Für eine gute Erhaltung ist auch wichtig, dass der Tod nicht durch stark destruktive Kräfte bewirkt wird, wie etwa durch einen Felsschlag. Günstiger ist der Tod durch Krankheit oder Ertrinken.
Prinzipiell ist jeder Körper unter geeigneten Bedingungen erhaltungsfähig, gleichgültig wie groß sein Gehalt an Hart- und Weichteilen ist, jedoch treten geeignete Bedingungen zur Erhaltung von Weichteilen und filigranen Hartteilen wesentlich seltener auf als geeignete Bedingungen zur Erhaltung von massiven Hartteilen.

### Zersetzung
Fossilien sind grundsätzlich unvollständige Überreste von Lebewesen. Je nach den Bedingungen, die ein fossil überlieferter Organismus nach seinem Ableben erfahren hat bzw. welche Prozesse er durchlaufen hat, ist die Unvollständigkeit mehr oder weniger stark ausgeprägt. In der Regel ist sie stark ausgeprägt.

#### Verwesung
Die Verwesung ist als aerober Zersetzungsprozess kein Stadium der Fossilisation. Nichtsdestoweniger ist ein fossil überlieferter Organismus oft zunächst der Verwesung ausgesetzt gewesen, denn diese beginnt unmittelbar nach dem Tod. Bei der Verwesung werden die organischen Verbindungen der Körpergewebe (Proteine, Fette, Zucker) schließlich zu einfachen anorganischen Verbindungen (Kohlenstoffdioxid, Salze) abgebaut (vgl. Mineralisierung). Am chemischen Teil der Verwesung sind vor allem Mikroorganismen beteiligt, während der mechanische Teil durch nekrophage Kleinlebewesen und Wirbeltiere (Aasfresser) erfolgt, die Kadaver ausweiden sowie Körperteile verschleppen oder schlicht fressen. Bleibt der Organismus an der Sedimentoberfläche, führt das zum kompletten Verschwinden der Weichteile. Wird er zunächst teilweise eingebettet, kann die Verwesung vor allem die nicht eingebetteten Bereiche betreffen.
Die Verwesung schreitet nicht an jedem Körperteil gleichmäßig voran. Vor allem die Areale um natürliche (Augen, Mund, Anus usw.) oder 'unnatürliche' Körperöffnungen (Verletzungen) verwesen deutlich schneller. Bei Wirbeltieren verwest der Bereich um den Mund besonders schnell, was oftmals zum Verlust des Unterkiefers führt, insbesondere bei frei schwimmenden Kadavern oder jenen, die während der Verwesung umgelagert werden. In solchen Fossilien fehlen dann diese Teile.
Aktualistische Beobachtungen an rezenten Möwen haben ergeben, dass Vogelkadaver nur an Land oder am Ufer vollständig fossil erhalten bleiben könnten. Im Wasser zerfällt der Körper, während er aufgrund seines hohen Auftriebs (wegen der hohlen Knochen) an der Oberfläche umhertreibt.
Die Verwesung wird beschleunigt durch hohe Umgebungstemperaturen und feuchtes Milieu, erschwert bei Temperaturen unter dem Gefrierpunkt oder beispielsweise in trockener Zugluft in Wüstengebieten.

#### Fäulnis
Gerät der Körper eines abgestorbenen Lebewesens in ein anoxisches Milieu, tritt keine Verwesung ein oder sie wird frühzeitig oder zeitweise gestoppt. Wegen des Fehlens von Sauerstoff tritt Fäulnis ein, die Körperstoffe ohne Sauerstoff abbaut. In diesen Fällen können sich nur noch anaerobe Mikroorganismen beteiligen, die aber wesentlich mehr Weichteilsubstanz des Körpers hinterlassen (siehe auch Biostratinomie).

#### Mumifikation

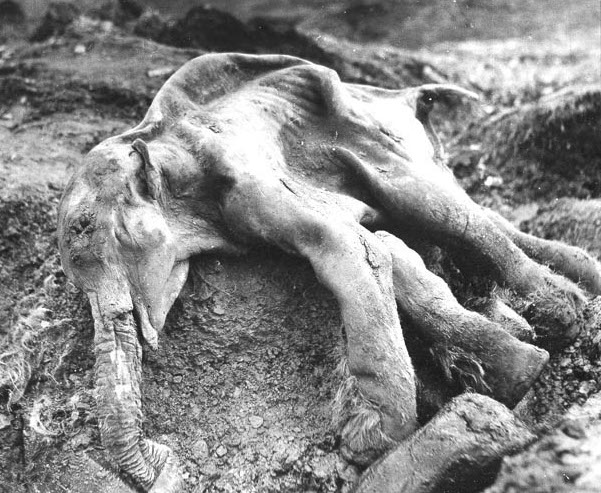
Das Wollhaarmammutkalb „Dima“ am Fundort im nordostsibirischen Kolyma-Becken im einstigen Beringia. Ein Arbeiter fand die hervorragend erhaltene Eismumie 1977 bei der Goldgewinnung. Das bei seinem Tod 6 bis 8 Monate alte männliche Tier starb vor etwa 39.000 Jahren

Unter bestimmten Bedingungen tritt Mumifikation ein, beispielsweise wenn die Umgebungstemperatur niedrig ist und die Luft trocken, zugig oder wenn toxische Einflüsse vorherrschen. Dann entstehen zunächst Mumien, die sich, wenn sie eingebettet werden, zu unverwesten Fossilien unter Erhaltung der Weichteile entwickeln. Mumien allein werden aber ohne Einbettung nicht zu Fossilien, unter anderem weil es keine Gebiete auf der Erde gibt, in denen sich Eis oberhalb der Erdoberfläche oder trockene, ungestörte Klimaräume länger halten. Es gibt nirgendwo einen Ort, der schon hunderte von Millionen Jahre lang an der Erdoberfläche eiskalt oder sehr trocken ist. Ändern sich die Umgebungsbedingungen, dann zerfallen solche Körper meist vollständig. Trockenmumien zerfallen unter der Mitwirkung von Mikroorganismen sehr rasch, wenn Feuchtigkeit zutritt, Eismumien können unter Umständen sogar erneut von Aasfressern aufgesucht und zerstreut werden. Offen liegende Mumien verwittern mit der Zeit. Mumien aus geologischen Zeiträumen sind deshalb nicht bekannt. In den Permafrostböden in Sibirien und dem nördlichen Nordamerika, die seit Ende der Eiszeit nicht oder nur geringfügig aufgetaut sind, sind allerdings vollständige Wollhaarmammuts, Wollnashörner und andere Eisleichen gefunden worden. Derartige Fossilien zeigen jedoch eine hohe Temperaturempfindlichkeit und nehmen vor allem bei unkontrollierten Auftauprozessen großen Schaden.

#### Inkohlung
Ein weiterer Fossilisationsprozess ist die Inkohlung. Hierbei findet unter Luftabschluss eine Umwandlung des organischen Materials statt, bei der vorwiegend die Elemente Sauerstoff, Wasserstoff und Stickstoff entfernt werden, wodurch sich der Kohlenstoff relativ anreichert, bis fast nur noch Kohlenstoff übrig bleibt. Dabei können mit zunehmender Inkohlung Braunkohle oder Steinkohle entstehen. Der Prozess kommt bei Pflanzenmaterial vor.

### Einbettung

#### Primäre und sekundäre Einbettung
Als primäre Einbettung wird die erste Einbettung bezeichnet, ohne dass der Organismus noch einmal umgebettet wird. Sekundäre Einbettung kommt gelegentlich bei Wüstentieren vor, die nach Verdurstungstod mumifizierten, in geschützten Arealen lange Zeit liegen und irgendwann (eventuell mehrfach) verweht und in Sand begraben werden. Eismumien können freigelegt werden, auftauen und durch Wasser an einen anderen Ort transportiert werden, wo sie (im Flussschwemmsand) erneut begraben werden.
Es gibt für das Schicksal eines Körpers vor seiner endgültigen Einbettung viele Möglichkeiten. Findet der Organismus schließlich seine endgültige Lagerstätte, so kommt er in jenes Substrat, das seine weitere Entwicklung entscheidend bestimmt. Je nach der sich bildenden Gesteinsart entstehen daraus typische Fossilien-Formen.

#### Einfluss des Substrats auf die Erhaltung
Verschiedene Substrate sind unterschiedlich gut geeignet, einen Körper zu erhalten. Der Idealfall ist, dass ein Organismus unmittelbar nach seinem Tod in ein Substrat eingebettet wird, welches ihn vor Luftzufuhr schützt und geeignet ist, ein Fossil auszubilden.
Organismen können beispielsweise:
- von Wüstensand zugeweht werden
- von Schwemmsand in Flussgebieten umspült und so völlig bedeckt werden
- von Schlamm begraben werden
- in Morast versinken und so überhaupt erst zu Tode kommen
- in Eis eingebettet werden

Die Einbettung in angeschwemmtes Substrat wie Lehm oder Schlamm ist besonders günstig. Reine Sandablagerungen (Sandstein) enthalten aber selten Fossilien, da diese bei späteren kieseligen Prozessen (Diagenese) zerstört werden. Salzsümpfe sind zwar gut geeignet, den Organismus zunächst komplett zu erhalten und auszutrocknen, ermöglichen aber nicht die Entstehung von Fossilien, da auch das Salz im weiteren geologischen Verlauf den Organismus auflöst. Dies ist der Grund, warum Salzflöze keine Fossilien enthalten. Auch die zunächst relativ gut erhaltenen Moorleichen werden nur dann fossil überliefert, wenn das Substrat trockenfällt und selbst fossiliert oder wenn es zu einer Umbettung kommt.

#### Einbettung in Sand
Die Einbettung in Sand ist sehr effektiv und ermöglicht eine gute Erhaltung der Substanz. Sie kann jedoch in der Diagenese leicht zur Zerstörung des Fossils führen.

#### Einbettung in Schlamm
In Schlamm können aufgrund dessen Feinkörnigkeit Körper sehr detailliert erhalten werden. Schlämme kommen in allen aquatischen Milieus, dort jedoch nur in Stillwasserzonen, vor. Insbesondere am Grund geschichteter Wasserkörper kann sich infolge von Sauerstoffarmut ein hervorragend für die Fossilerhaltung geeignetes chemisches Milieu einstellen (vgl. → Chemokline, → Sapropel, → Schwarzschiefer). Einige der berühmtesten Fossillagerstätten hatten ihren Ursprung in einem schlammigen Sediment, unter anderem der Maotianshan-Schiefer, der Burgess-Schiefer, der Hunsrückschiefer der Posidonienschiefer von Holzmaden, und der Ölschiefer der Grube Messel. Schlämme sind während der Diagenese oft einer relativ starken Kompaktion unterworfen, sodass in den entsprechenden Gesteinen Fossilien in der Regel flachgedrückt („zweidimensional“) überliefert sind.

#### Einbettung in Salz
Einbettung in Salzlauge führt zu sehr guter Erhaltung der Weichteile, bildet aber nur selten alte Fossilien aus. Eine hohe Salzkonzentration hemmt die mikrobielle Zersetzung.

#### Einbettung in Asphalt
Auch die Einbettung in Asphalt („verwittertem“ Erdöl) kommt vor. Wenn ein großes Landwirbeltier, beispielsweise ein größerer Dinosaurier oder ein großes Säugetier, versehentlich in einen Asphaltsee oder -tümpel gerät, in der zähen, klebrigen Masse einsinkt und sich nicht mehr befreien kann, locken seine Paniklaute große Fleischfresser an, die ihrerseits wieder in dem Asphalt gefangen werden können. So entstehen in Asphalttümpeln oft autochthone Thanatocoenosen. Eines der bekanntesten Beispiele für eine solche Fossillagerstätte bieten die La Brea Tar Pits in Kalifornien.

#### Einbettung in Baumharz
Baumharze eignen sich hervorragend als Einbettungsmedium und können die Struktur von Tieren und Pflanzen bis in Einzelheiten erhalten. Kleine Tiere können von einem Tropfen Baumharz umschlossen werden, der im Laufe der Zeit zu Bernstein wird. Solche Einschlüsse heißen Inklusen. Die meisten der Tiere, die in Bernstein konserviert wurden, sind Insekten und Spinnentiere, aber auch Würmer oder Schnecken und sogar kleine Reptilien kommen vereinzelt vor. Neben Tieren sind auch Pflanzenteile wie Pollen, Samen, Blätter, Rinden- und Sprossteile als Bernsteineinschlüsse erhalten. Es kam beim Einschluss in Baumharze jedoch niemals zur Bildung alter Fossilien, da Bernstein bei der Diagenese zerfällt. Beispielsweise ist aus dem Karbon kein Bernstein erhalten. Die meisten Bernsteininklusen stammen aus dem Tertiär und der Kreide.

### Entgasung
Als Entgasung bezeichnet man einen anaeroben Prozess, bei dem sämtliche von Mikroorganismen energetisch verwertbaren Bestandteile des Körpers aufgebraucht werden. Das geschieht unter Bildung von Kohlenstoffdioxid, Wasserstoff, Ammoniak, Schwefelwasserstoff und anderen Gasen. Dabei geht die Weichteilsubstanz unter, stellt aber andere Substanzen bereit, die den Zwischenraum ausfüllen. Mit der Zeit verliert der Kadaver stark an Substanz und hinterlässt dabei sekundär entstehende Strukturierungen im umgebenden Sediment. Die Gase entweichen durch das Einbettungssubstrat nach oben. Werden Spuren dieser Gase erhalten, kann man daran später die räumliche Lage des Körpers in dieser Phase bestimmen. So entstehen auch Libellen, gasgefüllte Hohlräume, die sich später mit neuen Substanzen füllen, welche am Fossil erkennbar sind (geologische Wasserwaagen). Am Ausmaß der kleinen Kanäle, die sich später mit feinerem Sand oder anderen Substanzen füllen, kann man erkennen, inwieweit der Kadaver vor der Einbettung noch Weichteile enthielt. Im Idealfall war er unbeschädigt, oft aber war er angefressen.
Bei der Einbettung des Kadavers in Sand oder weichen Schlamm, der zur Bildung von extrem haltbaren Fossilien führen kann, ist sehr selten Weichteilsubstanz erhalten.
Muscheln, die im Sand sterben, erzeugen oftmals typische Entgasungstrichter. Es kommt auch vor, dass gasgefüllte Hohlräume keine Verbindung zur Außenwelt erlangen und über geologische Zeiten erhalten bleiben. Solche Inklusionen füllen sich im Laufe der Zeit mit stabilen kristallinen Einlagerungen oder werden durch Brüche oder Umlagerungen entstellt.
Mögliche Rückschlüsse:
- Einbettungstemperatur
- Einbettungsmedium
- Menge der Weichteile
- Salzgehalt bei der Einbettung

### Diagenese und Metamorphose

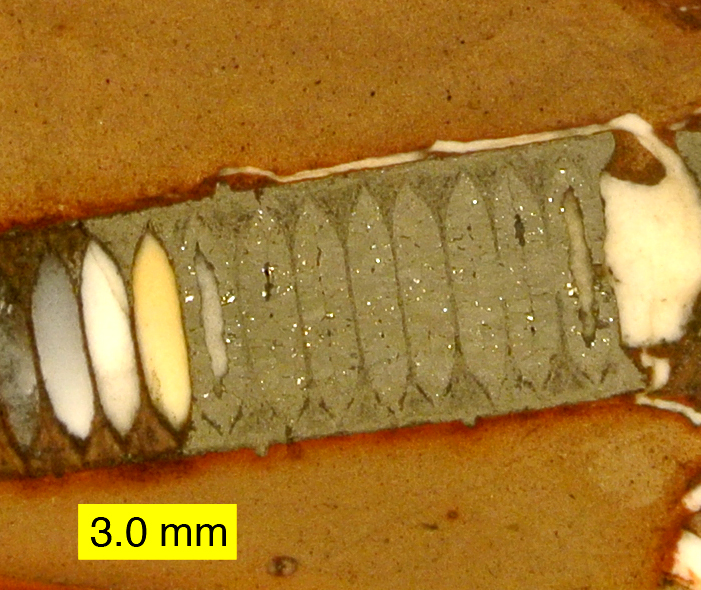
Diagenetische Umwandlung von Calcit in Markasit (dunkel) bei einem in Längsrichtung geöffneten Trochiten

Der eingebettete und entgaste Kadaver unterliegt demselben Schicksal wie das ihn umgebende Substrat. Es wird zunehmend stärker bedeckt (andernfalls entstehen keine Fossilien) und kommt unter den Einfluss erhöhten Drucks und oft auch erhöhter Temperatur.
Eine erste Umwandlungsstufe wird Diagenese genannt; sie ist entscheidend für das weitere Schicksal der Hartsubstanz der Lebewesen. Sie beginnt, wenn aus den weicheren Sedimenten durch Verfestigung Sedimentgesteine entstehen und sich so das ursprünglich abgelagerte Sediment verwandelt. Diese Verwandlung betrifft auch die eingelagerten Reste der Lebewesen, die sich zu eigentlichen Fossilien entwickeln.
Die Diagenese beginnt mit der Verwandlung von lockerem Sediment in festes Substrat, wenn der Druck weiter steigt. Die Diagenese bewirkt auch, dass in Fossilien oft nicht mehr das ursprüngliche Material vorhanden ist, aus welchem die abgestorbenen Organismen bestanden. Oft wird es durch Siliciumverbindungen ersetzt (Silizifikation). Man spricht dann von Gesteins-Metamorphose.
Gesteine, die unter hohem Druck und hoher Temperatur umgewandelt werden, verlieren ihre Struktur und enthalten keine Fossilien mehr. Diese Gesteine werden metamorphe Gesteine oder Metamorphite genannt.

#### Stufen der Diagenese

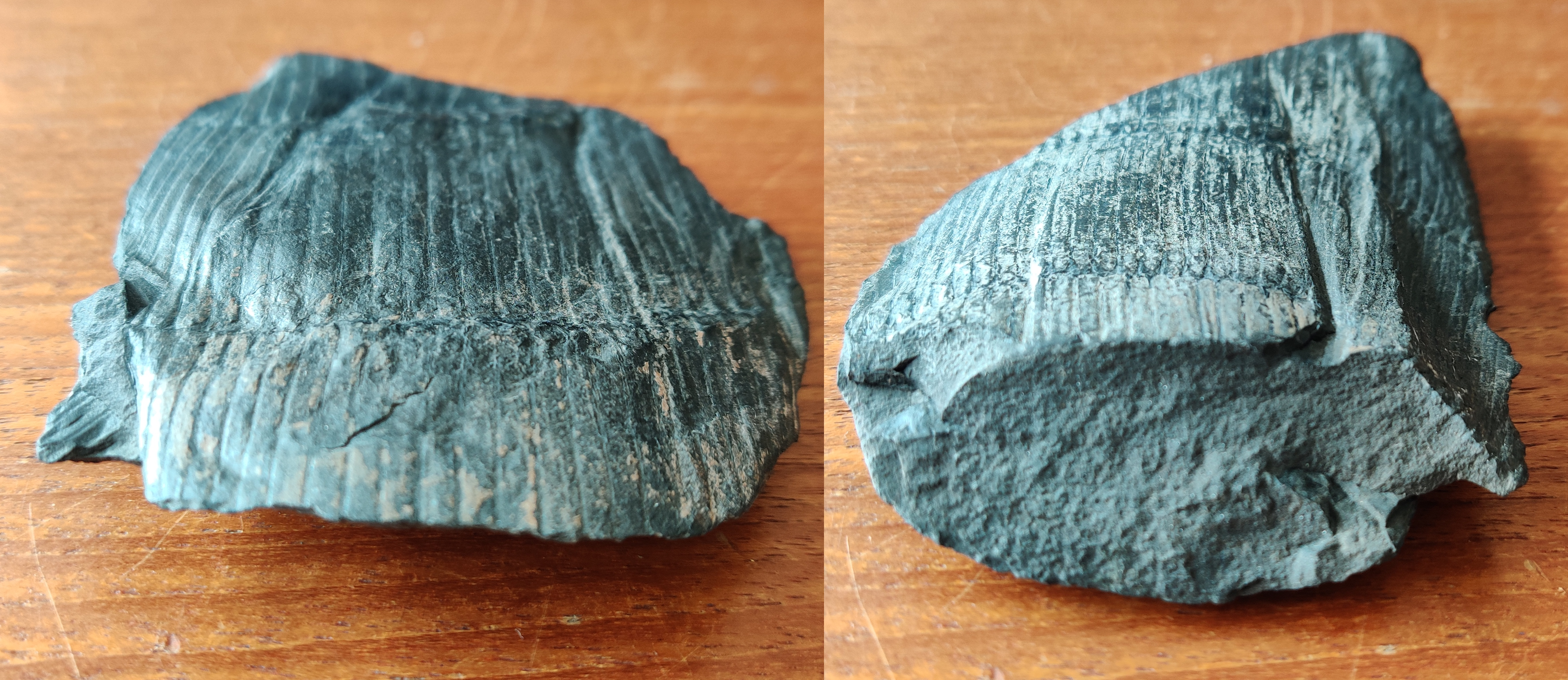
Kompaktion eines vormals wahrscheinlich runden Kalamiten-Stammes aus dem Karbon-Zeitalter

Es lassen sich verschiedene Stufen unterscheiden:
- Entwässerung
  - mit steigendem Druck tritt Entwässerung ein
  - Fossilienkörper werden flach gedrückt und entsprechen dann dem Bild des Fossilien-Fotografen
- Kompaktion
  - weiteren Verdichtung des entstehenden Fossils durch Gesteinsdruck
  - Das Fossil schrumpft mitunter erheblich, vornehmlich vertikal (also in der Dimension in der der Druck etwa durch Ablagerung vieler Sedimente ausgeübt wird), dadurch wird eine starke Abflachung des Fossils in dieser Richtung verursacht
- Auslaugung
  - in mehreren Stufen
  - Salzlösungen gleichen allmählich ihre Konzentrationen einander an
  - Fossil nimmt dieselbe kristalline Struktur an wie das Umgebungsmaterial
  - ein Großteil des ursprünglichen Materials geht verloren
  - Es spielen hier Konzentrationsgradienten der unterschiedlichen Salz-Ionenklassen eine Rolle. Meist pegeln sich Siliciumverbindungen ein.
- Bruch und mechanische Verformung
  - Verformungen und Brüche, die wieder der chemischen Umbildung unterliegen. Kein noch so kleiner Hohlraum kann länger bestehen, ohne dass sich Salze einlagern und ihn verfüllen.
- Umkristallisation
  - die chemische Struktur des Fossils verändert sich weiter.
  - allmählich ablaufende stoffliche Umgruppierungen im Umgebungsgestein gehen weiter
  - im Extremfall wird das Gestein metamorph und verliert seine fossiläre Information
  - in Ergussgestein eingeschlossene Fossilien verhalten sich oft etwas anders, da unverwittertes Ergussgestein selbst schon sehr kompakt ist. Bekannt sind Baumstämme, die rasch von Lava umflossen und eingeschlossen wurden: ihre Oberflächen sind meist in allen Einzelheiten erkennbar.
- Abscheiden von Bindemitteln
  - Bindemittel sind verschiedene anorganische Stoffe oder chemische Zerfallsprodukte organischen Ursprungs, die chemisch stabil sind.
  - Sie werden mit der Zeit aus dem Substrat abgeschieden oder umgewandelt
- Entstehung von Konkretion
  - Das vom Fossil ins Umgebungsgestein ausgewanderte Material bleibt in der Regel – je nach Substanz – in unmittelbarer Nähe und reichert das dortige Gestein um Elemente und Verbindungen an. Effekte, die in der Umgebung entstehen, sind zum Beispiel Konkretionen.
  - Mineralabscheidungen stellen eine Art Aura dar
  - bei jüngeren Fossilien kann man diese Veränderungen mit bloßem Auge erkennen und sich bei Grabungen auf den Fund vorbereiten.

Aufgrund der Diagenese kann das Alter eines Fossils oftmals nicht anhand seines Substrats bestimmt werden.

## Erhaltung

### Organische Reste
Vor allem bei jüngeren Fossilien oder unvollständiger Fossilisation finden sich in einer anorganischen Matrix noch organische Reste. Wichtig ist der schnelle Sauerstoffabschluss in einem sich später verfestigenden Material, so dass man Fossilien meist an Orten mit hoher Sedimentationsrate, wie Sümpfen, Mooren, Seen oder Flachmeeren findet. Von der Fossilisation ist jedoch nur eine sehr geringe Menge der gesamten umgesetzten Biomasse betroffen, wobei sich dies sehr stark an regionalen Gegebenheiten orientiert.

### Erhaltung von Hartteilen
Hartteile unterliegen auch abiotischer und biotischer Zersetzung (Verwitterung) und sind nicht selten auf verschiedene Weise gebrochen oder angewittert. Sie verwesen aber nicht so schnell wie Weichteile und werden daher öfter erhalten. Muscheln und Schnecken haben oft eine glatte Oberfläche ihrer Hartteile, die sie zu Lebzeiten vor vielerlei Angriffen aus ihrer Umgebung schützt. Calcium-Verbindungen wie Calciumcarbonat, Perlmutt, Apatit und andere sind ein idealer Schutz vor verschiedenen Umwelteinflüssen. Eingebaute Proteinbestandteile werden so zunächst geschützt und zerfallen erst während der weiteren Umwandlung des eingebetteten Materials im Gestein.
Die Knochenbestandteile von Wirbeltieren, die überwiegend aus anorganischen Substanzen wie Calcium-Verbindungen (Calciumphosphate) bestehen, werden also vor und nach der Einbettung viel vollständiger erhalten als die Weichbestandteile. Sie unterliegen jedoch in jeder Hinsicht den bei der Sedimentation herrschenden Gesetzen und verhalten sich bei sämtlichen Prozessen und Umbildungen ebenso wie das Gestein.

### Versteinerungen
Die häufigsten Fossilien sind Versteinerungen. Die Verformung der Erdkruste ist dabei einer der Gründe, die dafür sorgen, dass in älteren Erdschichten immer weniger Fossilien gefunden werden. Bei Tieren bleiben dabei meistens nur harte Bestandteile wie Knochen, Zähne oder Schalen übrig. Wenn Holz von Kieselsäuren durchdrungen wird, man spricht hierbei von Verkieselung, können sogar noch die Jahresringe erhalten bleiben, was im Falle der versteinerten Wälder besonders zum Ausdruck kommt. In seltenen Fällen können aber auch Weichteile erhalten bleiben, so zum Beispiel bei der Ediacara-Fauna in Australien, den Burgess-Shale-Fossilien in Kanada oder den Chengjiang-Fossilien in China.

### Steinkerne
Steinkerne entstehen aus wirbellosen Meerestieren mit Außenskelett oder ähnlichen, gehäuseartigen Hartteilen. Diese Hartteile bestehen in der Regel aus Kalziumkarbonat und haben ein deutlich höheres Erhaltungspotenzial als der Weichkörper im Inneren des Gehäuses. Wenn dieser nach der Einbettung vollständig zersetzt ist, bleibt ein hohles Gehäuse im Sediment zurück. Dieses kann nachfolgend mit Sediment verfüllt werden. Wird nach der Verfüllung das eigentliche Gehäuse infolge diagenetischer Prozesse zerstört (aufgelöst), bildet dessen nunmehr zu Gestein verfestigte Sedimentfüllung das Gehäuse nach wie vor als Ausguss ab. Die Tätigkeit der Bakterien, die einst den Weichkörper zersetzt haben, kann dazu führen, dass die Oberfläche des Steinkerns anders gefärbt ist als das umgebende Sediment. Eine Spezialform des Steinkerns ist der Prägesteinkern. Hierbei wird die äußere Form des Gehäuses auf die noch nicht vollständig verfestigte Sedimentfüllung aufgeprägt. Steinkerne sind eine typische Form der Erhaltung bei Ammoniten.

## Ichnofossilien
Nicht nur Körper und Körperteile von Lebewesen können zu Fossilien umgebildet werden, auch der Erhalt von Spuren ist möglich. Ichnofossilien gehören zu den häufigsten Fossilien. Dazu zählen Grabspuren, Kriechspuren, Laufspuren, Fressspuren oder Kotspuren. Gelegentlich sind Spuren erhalten, die auf die Umstände des Todes hinweisen.
Der Erhalt von Laufspuren setzt voraus, dass das sie tragende Sediment und das sich auflagernde Sediment aus (mindestens leicht) verschiedenen Substraten bestehen, da sonst die beiden Schichten untrennbar miteinander verschmelzen und zu einer strukturlosen Schicht werden. Häufig sind feuchte Sandufer mit Spuren von Tieren, die zur Tränke kamen. Der Sand wurde kurz darauf langsam von Wasser überspült, wobei sich Flusssediment absetzte. Gelegentlich sind Spuren in saisonal wasserführenden Flüssen sehr lang, weil die Tiere die Flusstäler als Wildwechsel benutzen.
Die Auswertung von Laufspuren ist sehr effektiv, da man aufgrund moderner Erkenntnisse der Bewegungsphysiologie, aber auch der Sportwissenschaft sehr genau weiß, wie welche Formen von Abdrücken unter welchen Umständen zustande kommen. So sind Rückschlüsse möglich auf das Gewicht des Tiers, die Laufgeschwindigkeit, das Lebensalter, den Beckenbau bis hin zu etwaigen Verletzungen.